# Kant-Studien
Kant-Studien è una rivista trimestrale pubblicata dalla Kant-Gesellschaft. Il periodico fu fondato nel 1896 da Hans Vaihinger. Dopo la Seconda guerra mondiale, Gottfried Martin la diresse, inizialmente insieme a Paul Menzer, poi per 15 anni come curatore unico.
Nel 1969, la redazione cambiò su richiesta di Gottfried Martin.
(Gerhard Funke, Joachim Kopper: Aus dem philosophischen Leben., in Zeitschrift für philosophische Forschung.)
Un altro noto membro del comitato editoriale dei Kant-Studien fu il filosofo americano Lewis White Beck dell'Università di Rochester..
Oggi i Kant-Studien sono diretti da Manfred Baum, Bernd Dörflinger e Heiner Klemme. La redazione ha sede presso il Centro di ricerca su Kant dell'Università di Magonza.
Kant-Studien è dedicato principalmente alla filosofia di Kant, ma anche ad altri approcci filosofici correlati. Oltre all'ampia sezione di recensioni, Kant-Studien pubblica ogni anno una bibliografia completa su Kant.